# Белобородов, Панкратий Викулович
Панкратий Викулович Белобородов (9 июля 1897 года, дер. Дорохово, Ачинский уезд, Енисейская губерния — 12 сентября 1968 года, Ленинград) — советский военный деятель, генерал-майор (16 октября 1943 года).

## Начальная биография
Панкратий Викулович Белобородов родился 9 июля 1897 года в деревне Дорохово ныне Назаровского района Красноярского края.
Работал бурильщиком на Ачинско-Минусинской железной дороге.

## Военная служба

### Первая мировая и гражданская войны
В мае 1916 года призван в ряды Русской императорской армии и направлен в 31-й Сибирский запасной стрелковый полк, где окончил учебную команду и в апреле 1917 года в чине младшего унтер-офицера с маршевой ротой направлен в 15-й Сибирский стрелковый полк (Северный фронт), где назначен на должность командира отделения, после чего принимал участие в боевых действиях в районе Риге. В январе 1918 года был демобилизован, после чего вернулся на родину и в период с февраля по апрель 1918 года командовал отделением в Минусинском красногвардейском отряде, принимал участие в ликвидации вооруженного отряда есаула Сотникова.
С сентября П. В. Белобородов работал на сплаве леса и плотником в дер. Ново-Покровка, а затем был командиром повстанческого отряда. В марте 1919 года арестован, после чего находился в Минусинской тюрьме, однако через месяц освобождён до суда и в июле того же года призван в ряды армии под командованием адмирала А. В. Колчака и направлен каптенармусом нестроевой роты в составе 29-го Сибирского запасного полка, дислоцированного в Ачинске. В ходе солдатского восстания в октябре отряд П. В. Белобородова был разбит войсками под командованием В. О. Каппеля, а сам П. В. Белобородов был арестован и попал в плен, из которого в ноябре бежал и вскоре вступил в партизанский отряд Иванова, действовавший в дер. Покровская.
С января 1920 г. работал секретарем сельсовета в деревне Ново-Покровка Ачинского уезда и в июле призван в ряды РККА, после чего направлен на учёбу на 24-е Сибирские пехотные курсы, в составе которых в 1921 года участвовал в ликвидации вооружённых отрядов под командованием И. Н. Соловьёва на территории Ачинского уезда. После окончания учёбы в июле 1921 года оставлен на курсах командиром взвода.

### Межвоенное время
В ноябре 1921 года П. В. Белобородов направлен на учёбу на повторные курсы при Высшей военной школе Сибири в Омске, после окончания которых в мае 1922 года направлен в 24-ю пехотную школу во Владивостоке, где служил на должностях командира взвода, помощника командира и командира роты. В 1927 году при этой же школе выдержал испытание экстерном за курс нормальной пехотной школы и в ноябре направлен в 35-й стрелковый полк (12-я стрелковая дивизия), где служил помощником командира и командиром батальона. В ноябре 1929 года направлен на учёбу на курсы «Выстрел», по окончании которых в мае 1930 года вернулся в 35-й стрелковый полк, в составе которых служил на должностях помощника командира батальона, начальника полковой школы, командира учебного батальона, начальника штаба и командира полка.
Приказом по 2-й Отдельной Краснознамённой армии от 13 июля 1938 года П. В. Белобородов уволен из рядов РККА по ст. 43, п. «а», однако уже 10 ноября того же года восстановлен в кадрах армии и направлен в Омское пехотное училище имени М. В. Фрунзе, где назначен преподавателем тактики, а в сентября 1939 года — командиром батальона курсантов.
В декабре 1940 года полковник П. В. Белобородов переведён на должность инспектора по вузам Сибирского военного округа.

### Великая Отечественная война
В июле 1941 года назначен на должность начальника отдела боевой подготовки Сибирского военного округа, а в декабре — на должность командира формировавшейся 442-й стрелковой дивизии, которая 27 января 1942 года переименована в 282-ю стрелковую дивизию, 15 февраля выведена в резерв Ставки Верховного главнокомандования и 6 марта включена в состав 58-й резервной армии, после чего продолжила формирование в районе города Буй (Костромская область). 1 мая дивизия передана в состав 11-й армии (Северо-Западный фронт), после чего принимала участие в Демянской наступательной операции, а 16 мая заняла оборонительный рубеж в полосе р. Ларинка — Горчицы — Подбелы — Туганово — Курляндское. 25 февраля 1943 года дивизия передана 34-й армии, после чего участвовала в Демянской наступательной операции 1943 года, а затем заняла оборонительный рубеж Васильевщина — Большие Дубовицы. 20 ноября дивизия выведена в резерв Ставки Верховного Главнокомандования, передислоцирована на станцию Великие Луки и к 4 декабря — в район Кулева, Щурыгино, Змеино (западнее Невеля). 8 января 1944 года дивизия передана в состав 3-й ударной армии, после чего принимала участие в боевых действиях в ходе Ленинградско-Новгородской наступательной операции, а затем вела оборонительные боевые действия на плацдарме на реке Великая.
7 июня 1944 года генерал-майор П. В. Белобородов назначен на должность командира 23-й гвардейской стрелковой дивизии, которая вскоре принимала участие в ходе Псковско-Островской и Тартуской наступательных операциях. 26 августа «за невыполнение дивизией боевой задачи» был снят с занимаемой должности и в начале сентября назначен начальником отдела боевой и физической подготовки штаба 3-го Прибалтийского фронта, после чего принимал участие в ходе Рижской наступательной операции. На основании директивы Ставки Верховного Главнокомандования от 16 октября 1944 года фронт был упразднен, а его полевое управление с фронтовыми частями и учреждениями выведены в резерв Ставки.

Могила Белобородова на Северном кладбище Санкт-Петербурга.

### Послевоенная карьера
В начале июня 1945 года направлен в распоряжение Военного совета Беломорского военного округа и 15 июня назначен на должность командира 67-й стрелковой дивизии.
26 апреля 1949 года направлен на учёбу на Высшие академические курсы при Высшей военной академии имени К. Е. Ворошилова, после окончания которых в мае 1950 года назначен на должность командира 12-й стрелковой дивизии (1-я Отдельная Краснознамённая армия), дислоцированной в Благовещенске, а в период с августа 1954 по май 1957 года находился в командировке в Болгарской Народной Республике в должности военного советника командира стрелкового корпуса в Болгарской армии.
Генерал-майор Панкратий Викулович Белобородов 3 августа 1957 года вышел в отставку по болезни. Умер 12 сентября 1968 года в Ленинграде. Похоронен на Новобратском участке Северного кладбища.

## Награды
- Орден Ленина (30.04.1945);
- Четыре ордена Красного Знамени (09.11.1943, 29.07.1944, 03.11.1944, 15.11.1950);
- Орден Александра Невского (16.10.1944);
- Орден Красной Звезды (14.02.1943);
- Медали.